# Quim Barreiros
Joaquim de Magalhães Fernandes Barreiros, mais conhecido por Quim Barreiros (Vila Praia de Âncora, 19 de Junho de 1947), é um cantor popular português que toca acordeão.
Com vasta fama nacional desde a década de 1980,  Quim Barreiros é conhecido pelas suas letras de duplo sentido, normalmente de teor considerado brejeiro. É também, desde há décadas, um dos músicos mais bem-sucedidos em termos de popularidade junto do público português, independentemente do género, e a face mais conhecida da música ligeira portuguesa, vulgarmente conhecida como "música pimba" desde a década de 1990, assim como o artista mais bem-sucedido e popular do ramo desta secção da música popular que se baseia numa sonoridade dita "folclórica", nomeadamente a da região de origem de Quim Barreiros, o Minho. A música do artista também é bastante influenciada pelo género brasileiro forró.

## Biografia e carreira musical
Quim Barreiros nasceu em 19 de junho de 1947, em Vila Praia de Âncora, concelho de Caminha, distrito de Viana do Castelo.
Algumas das suas músicas mais conhecidas são "A Garagem da Vizinha" (regravação da música da dupla brasileira Sandro & Gustavo), lançada em 2000, "A Cabritinha" (regravação da música do cantor brasileiro Amazan e do poeta João Gonçalves) lançada em 2004, e "Bacalhau à Portuguesa", lançada em 1986, que é uma regravação da canção homónima de 1981 do cantor brasileiro Zenilton. Outras covers/adaptações de temas de artistas brasileiros por parte de Quim Barreiros incluem, por exemplo, o sucessos "O Sorveteiro (Chupa Teresa)" (uma cover do tema de 1990 "O Sorveiteiro", de Sandro Becker), de 1991.  A sua discografia, sobretudo a inicial, conta também com diversos álbuns compostos essencialmente por faixas instrumentais de acordeão e desgarradas.
Desde inícios da década de 1990, a presença de Quim Barreiros em festividades académicas (Queima das fitas, Semana Académica, Receção aos caloiros, etc.) é extensa e intensa.
Em maio de 2007 lançou o álbum Use Álcool, no qual existe uma faixa ("O Meu Netinho") em que canta para seu neto, abrindo ao público uma janela para um lado seu mais afetivo e sentimental, raramente visto no artista, dado que as suas músicas de estilo popular são as que fazem maior sucesso.
Em 11 de agosto de 2023, Quim Barreiros realizou seu último show do ano em Portugal. 

## Aparições nos média
Em janeiro de 2020, a Netflix lançou uma promo, dirigida ao mercado português, para a série Sex Education que é protagonizada por Quim Barreiros. A promo celebra todas as orientações sexuais, apesar de, em 2010 Quim Barreiros ter lançado um single intitulado "Casamento Gay", em que utiliza adjetivos pejorativos para os homossexuais masculinos, como "larilas", "paneleiro", "panasca" e "maricas". De igual modo, em 2020 lançou um tema chamado "Será Porca ou Parafuso" - single homónimo do seu álbum lançado nesse mesmo ano -, com referências a pessoas trans (e ao "terceiro género", como é referido na letra da canção) e respetiva genitália, com versos como "Eh pá, tem cuidado, isto está muito confuso/ A gente nunca sabe se ela é porca ou parafuso", que podem ser considerados derrogatórios para pessoas trans. Já o tema "Cuidado C'os Travestis", do álbum Mole Não Entra (2013), apresenta o seguinte refrão: "Cuidado com os travestis, não cometam tolaria/Enganam qualquer um, que grande porcaria".

## Vida pessoal
Quim é filho da portuguesa Margarida de Magalhães de Melo e de Joaquim Barreiros, filho de emigrantes portugueses, nascido em São Paulo onde viveu até aos oito anos idade. O pai de Quim mudou-se, com a mãe e irmãos, para Portugal após a morte do pai. Estudou eletromecânica antes de se tornar cantor.
O cantor também serviu na Força Aérea Portuguesa como mecânico de radar durante a Guerra Colonial Portuguesa, porém jamais entrou em combate, tendo ficado em Lisboa e feito parte da Banda da Força Aérea, onde tocou clarinete, saxofone e posteriormente bateria.

## Discografia
- 1973 - Isto é Algarve (EP, Orfeu)
- 1975 - Irmãos Regressados (EP, Orfeu)
- 1976 - O Franguito da Maria (EP, Orfeu)
- 1978 - Uma Cantiga a Um Bicho (LP, Orfeu
- 1986 - Bacalhau à Portuguesa (LP, Discossete)
- 1986 - Riacho da Pedreira (K7, Discossete)
- 1991 - CD d'Ouro (CD, Discossete)
- 1992 - Original (CD, Discossete)
- 1992 - O Sorveteiro (Chupa Teresa) (CD, Discossete)[18]
- 1993 - Deixa Botar Só a Cabeça (Acredita Em Mim)
- 1993 - Insónia
- 1994 - Mestre da Culinária (CD, Discossete)
- 1995 - Nunca Gastes Tudo (CD, Discossete)[19]
- 1996 - Minha Vaca Louca
- 1997 - 15 Grandes Sucessos
- 1998 - Na Internet
- 1999 - Marcha do 3.º Milénio
- 2000 - A Garagem da Vizinha
- 2001 - Comer, Comer
- 2002 - Cantares Ao Desafio
- 2002 - Depois da Uma
- 2003 - O Melhor de Quim Barreiros (Compilação, CD, Espacial)[20]
- 2003 - Na Tua Casa Está Entrando Outro Macho
- 2003 - Meu Dinossauro
- 2004 - A Cabritinha
- 2005 - O Ténis
- 2005 - O Melhor de Quim Barreiros Vol. 2 (Compilação, CD, Espacial)[21]
- 2006 - A Padaria
- 2007 - Use Álcool (CD, Espacial)[8]
- 2008 - Fui Acudir
- 2008 - O Melhor de Quim Barreiros Vol. 3 (Compilação, CD, Espacial)[22]
- 2009 - O Peixe
- 2010 - Deixa-me Chutar
- 2010 - Casamento Gay
- 2011 - O Brioche da Sofia
- 2012 - Dar Ao Apito
- 2013 - Mole Não Entra
- 2014 - Caça Asneiras
- 2015 - O Pau Caiu Na Panela[23]
- 2016 - Eu Faço 69
- 2017 - O Zinho
- 2018 - O Meu Refogado
- 2019 - Amélia Costureira[24]
- 2020 - Será Porca Ou Parafuso
- 2021 - Hino D'amizade

## Canções por temas [em construção]

### Adultério
- Cuidado Zé (álbum Bacalhau à Portuguesa, 1986)
- Insónia (1993)
- Amansa Corno (álbum Nunca Gastes Tudo, 1995)
- A Garagem da Vizinha (2000)

### Amizade
- Hino D'Amizade (2021)

### Animais domésticos
- Os Bichos da Fazenda (álbum Fui Acudir, 2008)

### Antitotalitarismo e Resistência
- O Malhão Não É Reaccionário (1975)

### Cópula
- Pito Mau (álbum O Brioche da Sofia, 2011)

### Declamação de poemas
- A Água (poema de Bocage, 2023)

### Economia
- Comprar sem Poder (álbum Bacalhau à Portuguesa, 1986)
- Nunca Gastes Tudo (1995)

### Estado Social e Justiça
- Coçar os Tomates (álbum Dar ao Apito, 2012)

### Genitais femininos
- Uma Cantiga a um Bicho (1979)
- Bacalhau À Portuguesa (álbum Bacalhau à Portuguesa, 1986)
- O Grilinho (álbum Bacalhau à Portuguesa, 1986)

### Genitais masculinos
- Negócio Grande É Que É Bom (álbum Bacalhau à Portuguesa, 1986)
- O Sarapanta (2023)

### Gravidez
- Picada de Enfermeiro (álbum Bacalhau à Portuguesa, 1986)

### Homossexuais
- Rapaz Bonzinho (álbum Bacalhau à Portuguesa, 1986)
- Casamento Gay (álbum Deixa-me Chutar, 2010)

### Impotência
- Mole não entra (2013)

### Mamas
- A Cabritinha (2004)

### Masturbação
- Curso de Dactilografia (álbum Bacalhau à Portuguesa, 1986)
- Agora Nem a Palmeta (álbum Nunca Gastes Tudo, 1995)

### Matrimónio
- Debaixo das Mantas (álbum O Meu Refogado, 2018)

### Moda
- Já Estão Furadas (álbum Deixa Botar Só a Cabeça (Acredita Em Mim), 1993)

### Nádegas
- Eu Quero Ir ao México (álbum Nunca Gastes Tudo, 1995)

### Negligência parental
- A Cabritinha (2004)

### Organização de Eventos
- O Melhor Dia para Casar (álbum Minha Vaca Louca, 1996)

### Paleontologia
- Meu Dinossauro (1994)

### Pessoas transgénero
- Será Porca ou Parafuso (álbum Será Porca ou Parafuso, 2020)

### Sexo anal
- Lavar no Rego (álbum Nunca Gastes Tudo, 1995)
- Bota creme (álbum Deixa-me Chutar, 2010)
- O Pau Caiu na Panela (2015)

### Sexo oral
- O Brioche da Sofia (álbum O Brioche da Sofia, 2011)
- O Sorveteiro (Chupa Teresa) (1991)
- Cabeluda (álbum O Ténis, 2005)

### Viragos
- Maria Jornaleira (álbum Bacalhau à Portuguesa, 1986)

### Virgindade
- O disco prometido (álbum Bacalhau à Portuguesa, 1986)
- Uma Virgem (álbum Minha Vaca Louca, 1996)
- Deixa Botar Só a Cabeça (Acredita Em Mim) (1993)